# Ikarus 280
Ikarus 280 är en ledbuss med högt golv, tillverkad av ungerska Ikarus 1973–2002. Motorn är mittmonterad under golvet i den främre enheten med drivning av mittaxeln (axeln precis framför leden). En nyare variant, Ikarus 280E, lanserades 1987. Även en trådbussversion finns, betecknad Ikarus 280T. Den icke ledade versionen betecknas Ikarus 260.

## Egenskaper
Under hela tillverkningstiden hade bussen vikdörrar samt delad vindruta med stående vindrutetorkare. Den var främst byggd för att kunna ta stående passagerare och tack vare det låga antalet säten blev genomströmningen genom bussen förhållandevis god. I och med att de allra flesta bussar av denna sort blev stadsbussar var dörrkonfigurationen i de allra flesta fall 2-2+2-2, dvs 4 dörrpar med ett dörrpar längst fram vid föraren, ett dörrpar i mitten framför leden, ett precis bakom leden och ett dörrpar allra längst bak, och samtliga in- och utgångar hade två trappsteg. Bussen såldes endast i östblocket och fanns endast som vänsterstyrd, med dörrarna, samt på och avstigning på höger sida.
Även många år efter kommunismens fall var busstypen fortfarande mycket vanlig i många städer runtom i Östeuropa, men under 2010-talet började de allra flesta exemplar bli till åren och ersattes allteftersom av modernare bussar, inte sällan bussar importerade från Västeuropa som i teknik och tillgänglighet alltjämt håller betydligt bättre standard med bl.a. lågt golv och miljövänligare motorer, och under 2020-talet var Ikarus 280 en relativt ovanlig busstyp, men har ändå fått en viss kultstatus som den klassiska stadsbussen i forna östblocket.